# Ruwe smele
Ruwe smele (Deschampsia cespitosa) is een wilde, vaste plant uit de grassenfamilie (Poaceae), die vrij algemeen voorkomt.
De plant vormt grote, dichte pollen, die tot bultvormige zoden kunnen uitgroeien. De plant wordt 30-150 cm hoog. De stevige stengels staan rechtop en zijn glad. De bladeren zijn 2-5 mm breed, meestal vlak en de bovenkant is geribd en zeer ruw. Het ongeveer 5 mm lange tongetje (ligula) is puntig.

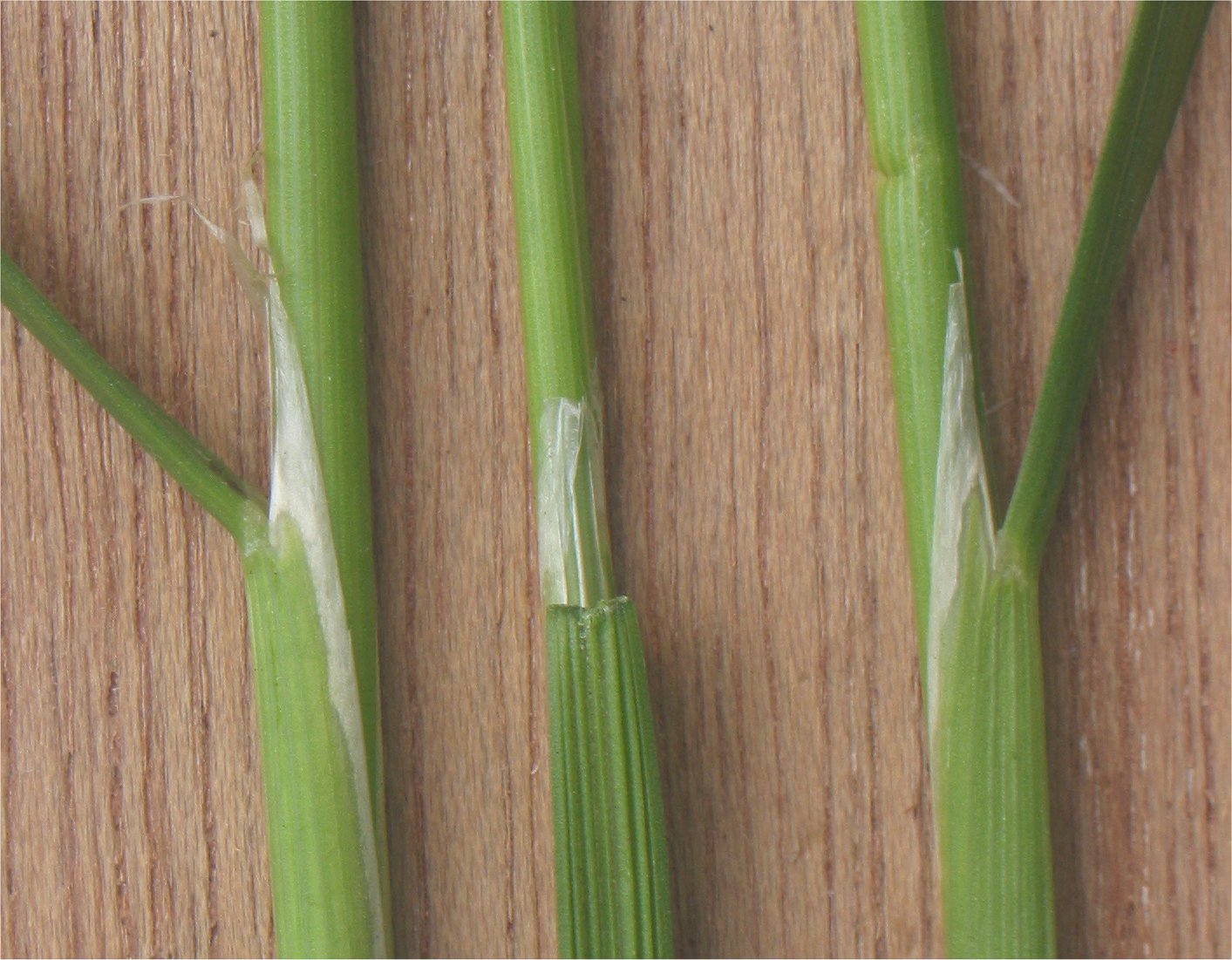
Tongetjes

Ruwe smele bloeit in juni en juli met grote tot 20 cm lange pluimen. De aartjes zijn 4-6 mm lang, meestal tweebloemig en hebben vliezige, glanzende, stompe kelkkafjes die groen, zilverkleurig, goudachtig of paars kunnen zijn. De kafnaaldjes van de onderste kroonkafjes steken niet buiten de kelkkafjes uit. De vrucht is een graanvrucht.
Ruwe smele komt voor op natte, voedselrijke, min of meer zure grond in grasland, uiterwaarden, loofbossen, dijken, laagveenmoerassen en waterranden.
Ruwe smele is waardplant van de microvlinder Elachista albifrontella.

## Plantengemeenschap
De ruwe smele is een kensoort voor het onderverbond Circaeo-Alnenion van het verbond van els en gewone vogelkers (Alno-padion).